# Rezerwat przyrody Góra Chełm (województwo śląskie)
Rezerwat przyrody Góra Chełm – leśny rezerwat przyrody zlokalizowany w województwie śląskim, powiat zawierciański, gmina Łazy, wieś Hutki-Kanki.

## Położenie
Rezerwat leży w odległości ok. 1 km na południowy wschód od centrum zabudowy wsi Hutki-Kanki i ok. 8 km na południowy wschód od Łaz. Obejmuje górne partie wzgórza, wznoszącego się nieco ponad 440 m n.p.m., znanego jako Góra Chełm lub Góra Chełmska, które jest jednym z najdalej na południowy zachód wysuniętych wzniesień Wyżyny Krakowsko-Częstochowskiej.
Rezerwat jest zlokalizowany w granicach Parku Krajobrazowego Orlich Gniazd.

## Historia
Rezerwat o powierzchni 12,00 ha utworzony został 30 sierpnia 1957 roku na mocy rozporządzenia Ministra Leśnictwa i Przemysłu Drzewnego. W 2012 roku został powiększony do 23,52 ha.

## Charakterystyka
Góra Chełm wyraźnie wyróżnia się wśród otaczającej ją równej, płaskiej okolicy. Ma formę ostańca, nieznacznie wyciągniętego w linii wschód-zachód i zwieńczonego licznymi formacjami skalnymi o dwóch wyraźnych kulminacjach (441 i 443 m n.p.m.). Zbudowane jest z jurajskich wapieni, mocno zerodowanych i pociętych licznymi szczelinami. Na połogich terenach wokół wzgórza zalegają piaski polodowcowe. Występujące tu gleby to głównie rędziny jurajskie. W partiach szczytowych odsłaniają się lite skały wapienne. Roślinność rezerwatu ma charakter zbliżony do naturalnego i wyróżnia się na tle silnie przekształconej roślinności otaczających terenów.
Znacząco większą część rezerwatu porastają lasy. Są to różne facje buczyn, cechujących się obecnością starodrzewu bukowego w wieku 100-200 lat. Zbiorowiska nieleśne zajmują jedynie niewielkie powierzchnie na polanach śródleśnych i obrzeżach lasu. Są to zarośla ciepłolubne, łąki, murawy kserotermiczne i niewielkie zbiorowiska napiaskowe.
Obszar rezerwatu podlega ochronie czynnej.

## Flora
Północne zbocza Góry Chełm porasta żyzna buczyna sudecka. W skład drzewostanu obok buka wchodzą także jodła, jawor i grab, a w runie występują m.in. żywiec dziewięciolistny, przytulia wonna i szczyr trwały. Stoki południowe i zachodnie zajmuje ciepłolubna buczyna storczykowa. W jej bardzo bogatym runie rośnie m.in. szereg gatunków storczykowatych, w tym buławniki: czerwony, wielkokwiatowy, mieczolistny oraz kruszczyki: rdzawoczerwony i szerokolistny. Na bardziej połogich miejscach w dolnej części stoków spotyka się płaty kwaśnej buczyny niżowej o ubogim runie.
Na terenie rezerwatu stwierdzono występowanie 255 gatunków roślin naczyniowych, ponadto w rezerwacie i jego okolicy doliczono się 71 gatunków mchów, 51 gatunków porostów i 3 gatunki wątrobowców. 18 gatunków roślin podlega całkowitej ochronie prawnej, a kolejne kilka częściowej. Do występujących tu roślin chronionych (całkowicie lub częściowo) należą, obok już wyżej wymienionych storczykowatych, m.in. lilia złotogłów, wawrzynek wilczełyko, śnieżyczka przebiśnieg, zawilec wielkokwiatowy, orlik pospolity, żłobik koralowy, naparstnica zwyczajna. Poza tym wiosną kwitną tu przylaszczki, pierwiosnki i miodunki.

## Fauna
Fauna rezerwatu jest słabo poznana. Ssaki większe reprezentują sarna, dzik, lis i zając. Góra Chełm jest ostoją ptaków leśnych, wśród których naliczono 35 gatunków lęgowych, w większości chronionych. Obecność starych, dziuplastych drzew sprzyja szczególnie różnym dziuplakom - szereg z nich to gatunki rzadkie, jak np. dzięcioł czarny, dzięcioł zielony, dzięcioł zielonosiwy czy dudek.

## Turystyka
Przez rezerwat przebiegają znaki zielonego  szlaku turystycznego z Łaz przez Hutki-Kanki i Żelazko do Podzamcza, zaś jego zachodnim skrajem - znaki szlaku czerwonego  z Zawiercia przez Hutki-Kanki do Chechła.